# Ce que femme veut (film, 1936)
Pour les articles homonymes, voir Ce que femme veut.
Pour plus de détails, voir Fiche technique et Distribution.
Ce que femme veut (Love Before Breakfast) est un film américain réalisé par Walter Lang, sorti en 1936.

## Fiche technique
- Titre original : Love Before Breakfast
- Titre français : Ce que femme veut
- Réalisation : Walter Lang
- Scénario : Herbert Fields et Gertrude Purcell (en) d'après une nouvelle de Faith Baldwin
- Direction artistique : Albert S. D'Agostino
- Costumes : Travis Banton et Brymer
- Photographie : Ted Tetzlaff
- Montage : Maurice Wright
- Société de production : Universal Pictures
- Pays de production : États-Unis
- Format : Noir et blanc - 1,37:1
- Genre : comédie
- Durée : 70 minutes
- Date de sortie : 1936

## Distribution
- Carole Lombard : Kay Colby
- Preston Foster : Scott Miller
- Cesar Romero : Bill Wadsworth
- Janet Beecher : Mme Colby
- Betty Lawford : Comtesse Campanella
- Richard Carle : Brinkerhoff
- Forrester Harvey : Chef steward
- Joyce Compton : Mary Lee
- Bert Roach : invité à la fête
- Diana Gibson (en) : la secrétaire
- Nan Grey : la fille au téléphone
- George Beranger : Charles
- John Rogers : Dixon
- Jack Mower